# Typosyllis tegulum
Typosyllis tegulum är en ringmaskart som beskrevs av Hartman och Fauchald 1971. Typosyllis tegulum ingår i släktet Typosyllis och familjen Syllidae. Inga underarter finns listade i Catalogue of Life.